# 阮德海
阮德海（發音：[ŋwiən˦ˀ˥ ʔɗɨk̚˧˦ haːj˧˩]；1961年7月29日—），男性，广南省三岐市人，越南政治人物。

## 生平
阮德海早年主政家乡广南省，官至广南省人民委员会主席、越共广南省委书记。2015年，离开广南省，出任越南共產黨中央檢查委員會副主任，并于翌年当选为越共第十二届中央检查委员会委员。
2016年，阮德海获越南国会任命为国会财政预算委员会主任。2021年，他在越南第十四届国会第十一次会议上与陈青敏、阮克定一同当选为越南国会副主席。